# Roestelia nanwutaiana
Roestelia nanwutaiana är en svampart som först beskrevs av T.L. Tai & C.C. Cheo, och fick sitt nu gällande namn av Jørst. 1959. Roestelia nanwutaiana ingår i släktet Roestelia och familjen Pucciniaceae.   Inga underarter finns listade i Catalogue of Life.